# Absent Lovers: Live in Montreal
Absent Lovers: Live in Montreal — концертный двойной альбом группы King Crimson, записанный в 1984 и выпущенный в 1998 году. Запись была сделана на последнем концерте тура 1984 года и в течение 10 лет являлась последней концертной записью группы вплоть до B'Boom: Live in Argentina (1994).

## Список композиций
Все песни написаны Эдрианом Белью, Биллом Бруфордом, Робертом Фриппом и Тони Левином, если не указано иное.

### Диск 1
1. «Entry of the Crims» — 6:27
2. «Larks' Tongues in Aspic (Part III)» — 5:05
3. «Thela Hun Ginjeet» — 7:07
4. «Red» (Фрипп) — 5:49
5. «Matte Kudasai» — 3:45
6. «Industry» — 7:31
7. «Dig Me» — 3:59
8. «Three of a Perfect Pair» — 4:30
9. «Indiscipline» — 8:14

### Диск 2
1. «Sartori in Tangier» — 4:40
2. «Frame by Frame» — 3:57
3. «Man With an Open Heart» — 3:44
4. «Waiting Man» — 6:26
5. «Sleepless» — 6:08
6. «Larks' Tongues in Aspic (Part II)» (Фрипп) — 7:54
7. «Discipline» — 5:04
8. «Heartbeat» — 5:15
9. «Elephant Talk» — 8:56

## Участники записи
- Роберт Фрипп — гитара;
- Эдриан Белью — гитара, ударные, вокал;
- Тони Левин — бас-гитара, стик Чапмена, синтезатор, вокал;
- Билл Бруфорд — ударные, перкуссия.